# Riccardo Cocciante
Riccardo Cocciante (Saigon –actual Ciutat Ho Chi Minh –, Indoxina francesa –actual Vietnam –; 20 de febrer de 1946) és un cantautor italo - francès. Fill de mare francesa i pare italià, es va traslladar als 12 anys amb la seva família a Roma i és allà on es va formar artísticament, però mantenint la seva doble nacionalitat italiana i francesa. Ha viscut durant llargues temporades als Estats Units i França.
El primer àlbum reeixit va ser llançat amb el nom d' Ánima en 1974, i aconsegueix èxit la cançó «Bella senz'anima» (Bella sense ànima).
El 1991 va guanyar el Festival de San Remo amb Se stiamo insieme . Ha gravat diversos duets: Entre ells, destaquen Mina Mazzini i la cantant catalanaMónica Naranjo, amb la qual va gravar el 1995 la cançó Sobre la teva pell .
És autor del musical Notre Dame de París (basat en la famosa novel·la de Víctor Hugo, La nostra Senyora de París). Aquest musical ha estat adaptat a països com Rússia, Espanya, França i altres, aconseguint una gran acceptació. Una de les cançons d'aquest musical, Vivir, composta per Cocciante, va tenir una versió en anglès cantada per Céline Dion (Live for the one I love) i inclosa al seu disc All the Way. . . A Decade of Song .
És autor dels musicals "The Little Prince" i "Romeo e Giulietta". El 2013 va ser un dels quatre "entrenadors" de l'edició italiana de The Voice.

## Discografia

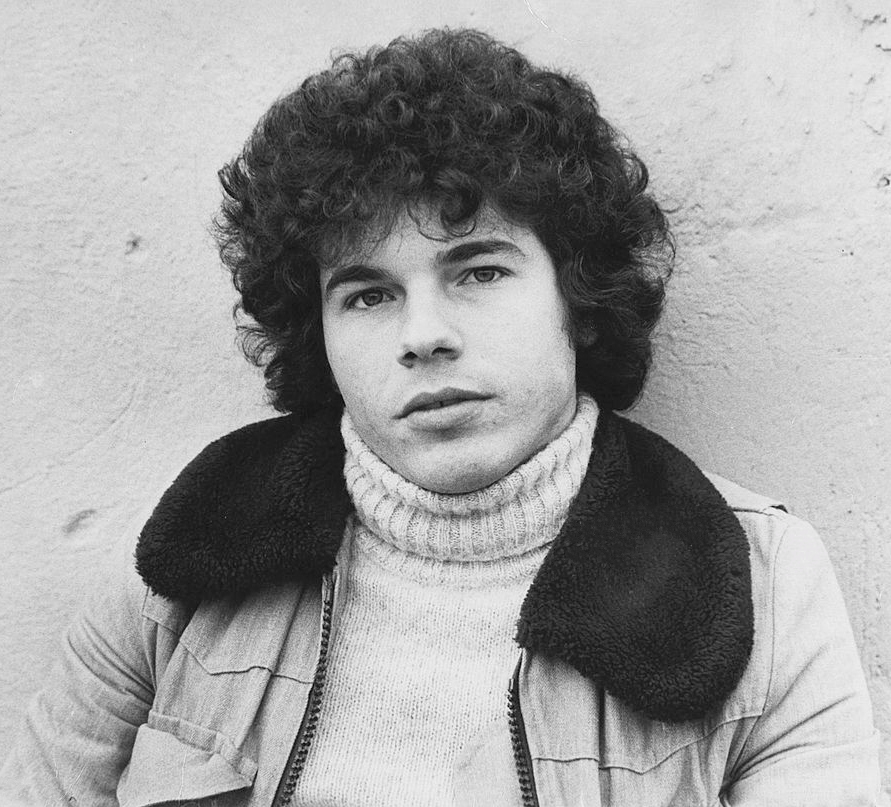
Riccardo Cocciante el 1975

### En italià
Es fa aquesta precisió, ja que la seva discografia és molt àmplia.
- Poesía (1973)
- Ánima (1974)

- L'alba (1975)
- Concerto per Margherita (1976)
- Riccardo Cocciante (1978)
- ...E io canto (1979)
- Cervo a primavera (1980)
- Q concert (1981)
- Cocciante (1982)
- Sincerità (1983)
- Il mare dei papaveri (1985)o
- Quando si vuole bene (1986)
- La grande avventura (1988)
- Viva! (1988)
- Se stiamo insieme (1991)
- Eventi e mutamenti (1993)
- Il mio nome é Riccardo (1994)
- Un uomo felice (1994)
- Innamorato (1997)
- Istantánea (1998)
- Notre-Dame de Paris (2001)
- Notre-dame de Paris (en vivo Arena di Verona) (2002)

### En castellà
- El alba (1975)
- Concierto para Margarita (1977)
- Richard Cocciante (1978)
- Yo canto (1979)
- Al calor de tus ojos (1981)
- Sinceridad (1983)
- Cuestión de feeling (1986)
- Por un amigo más (1991)
- Éxitos (1992)
- Inventos y experimentos (1994)
- De colección (1994)
- Un hombre feliz (1995)
- Notre dame de Paris (2002)
- Éxitos en vivo (2003)
- Songs (2005)

## Llibres
- Asinari, Pierguido: Riccardo Cocciante. 1971-2007. Dalla forma canzone al melodramma . Roma: Editori Riuniti, 2007.